# Солодухин, Леонид Васильевич
Леонид Васильевич Солодухин — советский хозяйственный и политический деятель.

## Биография
Родился в 1934 году в селе Жигалово. Член КПСС.
Окончил Бодайбинский горный техникум.
В 1952—1954 гг. — стакерный маслёнщик драги № 61 Ленских золотых приисков.
В 1954—1957 гг. — танкист, командир танка в/ч в городе Уссурийске.
В 1957—1988 гг. — кормовой машинист, старший машинист драги № 18, старший машинист драги № 115 Ленских золотых приисков в Бодайбинском районе Иркутской области.
Избирался депутатом Верховного Совета СССР 8-го созыва. Делегат XXVI съезда КПСС.
Умер в 1995 году в Анадыре.

## Награды
- Орден Ленина
- Орден Трудового Красного Знамени